# Powiat de Sierpc
Pour les articles homonymes, voir Sierpc (homonymie).
Le powiat de Sierpc (polonais : powiat sierpecki) est un powiat (district) de la voïvodie de Mazovie, dans le centre-est de la Pologne.
Elle est née le 1er janvier 1999, à la suite des réformes polonaises de gouvernement local passées en 1998. 
Le siège administratif du powiat est la ville de Sierpc, seule ville du powiat, qui se trouve à 117 kilomètres au nord-ouest de Varsovie (capitale de la Pologne). 
Le district couvre une superficie de 852,99 kilomètres carrés. En 2006, sa population totale est de 53 811 habitants, avec une population pour la ville de Sierpc de 18 791 habitants et une population rurale de 35 020 habitants.

## Powiaty voisines
La Powiat de Sierpc est bordée des powiaty de: 
- Żuromin au nord-est
- Płońsk à l'est
- Płock au sud
- Lipno à l'ouest
- Rypin au nord-ouest

## Division administrative

Carte du powiat

Le powiat comprend 7  gminy (communes):
- 1 commune urbaine : Sierpc ;
- 6 communes rurales : Gozdowo, Mochowo, Rościszewo, Sierpc, Szczutowo et Zawidz.

Celles-ci sont inscrites dans le tableau suivant, dans l'ordre décroissant de la population.
| Gmina                                     | Type   | Supérficie (km²) | Population (2008) | Chef-lieu        |
| Sierpc                                    | urbain | 18,6             | 18 791            |                  |
| Gmina Sierpc                              | rural  | 150,2            | 7 141             | Sierpc *         |
| Gmina Zawidz                              | rural  | 186,1            | 6 956             | Zawidz Kościelny |
| Gmina Mochowo                             | rural  | 143,6            | 6 249             | Mochowo          |
| Gmina Gozdowo                             | rural  | 126,7            | 6 041             | Gozdowo          |
| Gmina Szczutowo                           | rural  | 112,6            | 4 417             | Szczutowo        |
| Gmina Rościszewo                          | rural  | 115,1            | 4 216             | Rościszewo       |
| * Le siège ne fait pas partie de la gmina |        |                  |                   |                  |

## Démographie
Données du 31 mars 2014:
| Description | Total  | Total | Femmes | Femmes | Hommes | Hommes |
| ----------- | ------ | ----- | ------ | ------ | ------ | ------ |
| Unité       | Nombre | %     | Nombre | %      | Nombre | %      |
| Population  | 53 228 | 100   | 27 094 | 50,90  | 26 134 | 49,10  |
| Urbain      | 18 453 | 34,67 | 9 735  | 18,29  | 8 718  | 16,38  |
| Rural       | 34 775 | 65,33 | 17 359 | 32,61  | 17 416 | 32,72  |

## Histoire
De 1975 à 1998, les différentes gminy du powiat actuelle appartenaient administrativement à la Voïvodie de Płock.